# Polly Sy
Pour les articles homonymes, voir Sy.
Polly Wee Sy, née en 1953, est une mathématicienne philippine spécialisée dans l'analyse fonctionnelle. Elle est professeure émérite de mathématiques à l'université des Philippines Diliman, ancienne cheffe du département de mathématiques de l'université et ancienne présidente de la Southeast Asia Mathematical Society. 

## Formation et carrière
Polly Sy fait ses études supérieures à l'université des Philippines Diliman, où elle obtient son diplôme en 1974, une maîtrise en 1977 et un doctorat en mathématiques en 1982. Sa thèse de doctorat, intitulée Köthe duals and matrice transformations, a été supervisée par le mathématicien singapourien Peng Yee Lee (en). Elle obtient un second doctorat en 1992 à l'université de Nagoya,. Elle est professeure titulaire à l'université des Philippines Diliman de 2000 jusqu'à sa retraite académique, puis devient professeure émérite en 2019. 
Elle préside le département de mathématiques de son université à deux reprises, de 1994 à 1996 et de 1999 à 2002. Elle est présidente de la Southeast Asia Mathematical Society de 1998 à 1999.

## Prix et distinctions
En 1988, l'Académie nationale des sciences et de la technologie des Philippines (en) lui décerne son prix de jeune scientifique exceptionnel et en 1992, le prix de science. En 2013, l'Institut de mathématiques de l'université des Philippines Diliman organise une journée d'étude en l'honneur de son 60e anniversaire.  